# النفخ في الصور
النفخ في الصور في الدين الإسلامي هو حدث عظيم مذكور في القرآن، وهو من أهوال يوم القيامة، اليوم العظيم بالنفخة الأولى في الصور فيصعق من في السماوات ومن في الأرض إلا من شاء الله ويصاحب ذلك انفطار السماء وتناثر النجوم ونسف الجبال وتسجير البحار وزلزلة الأرض وتبعثر القبور ثم تبدل الأرض غير الأرض والسموات ثم تأتى النفخة الأخرى ويكون البعث والنشور. ويعتبر الملك إسرافيل هو المسؤول عن عملية النفخ هذه.

## في الإسلام
ورد النفخ في الصور في القرآن في قوله: ﴿وَنُفِخَ فِي الصُّورِ فَصَعِقَ مَنْ فِي السَّمَاوَاتِ وَمَنْ فِي الْأَرْضِ إِلَّا مَنْ شَاءَ اللَّهُ ثُمَّ نُفِخَ فِيهِ أُخْرَى فَإِذَا هُمْ قِيَامٌ يَنْظُرُونَ ۝٦٨﴾ سورة الزمر:68. وقد ذهب أكثر العلماء إلى أن النفخ في الصور يكون مرتين: الأولى يحصل بها الصعق، والثانية يحصل بها البعث مستدلين بالآية. وقد روى البخاري ومسلم عن أبي هريرة قال: قال رسول الله ﷺ: «ما بين النفختين أربعون. قالوا: يا أبا هريرة أربعون يوما؟ قال: أبيت قالوا أربعون شهرا؟ قال: أبيت قالوا: أربعون سنة؟ قال: أبيت. ثم ينزل الله من السماء ماء فينبتون كما ينبت البقل. قال: وليس من الإنسان شيء إلا يبلى إلا عظمًا واحدًا وهو عجب الذنب ومنه يركب الخلق يوم القيامة».
وفي صحيح مسلم عن عبد الله بن عمرو قال: قال رسول الله ﷺ: «ثم ينفخ في الصور فلا يسمعه أحد إلا أصغى ليتا ورفع ليتا قال: وأول من يسمعه رجل يلوط حوض إبله قال فيصعق ويصعق الناس ثم يرسل الله أو قال ينزل الله مطرًا كأنه الطل أو الظل فتنبت منه أجساد الناس ثم ينفخ فيه أخرى فإذا هم قيام ينظرون».
ومن العلماء من قال إنها ثلاث نفخات وزاد فيها نفخة الفزع وأنها تكون قبل نفخة الصعق ثم تليها نفخة الصعق مستندين على ما ورد في قوله: ﴿وَيَوْمَ يُنْفَخُ فِي الصُّورِ فَفَزِعَ مَنْ فِي السَّمَاوَاتِ وَمَنْ فِي الْأَرْضِ إِلَّا مَنْ شَاءَ اللَّهُ وَكُلٌّ أَتَوْهُ دَاخِرِينَ ۝٨٧﴾ سورة النمل: 87.
ومن الآيات التي ذكرت النفخ في الصور:
- ﴿وَهُوَ الَّذِي خَلَقَ السَّمَاوَاتِ وَالْأَرْضَ بِالْحَقِّ وَيَوْمَ يَقُولُ كُنْ فَيَكُونُ قَوْلُهُ الْحَقُّ وَلَهُ الْمُلْكُ يَوْمَ يُنْفَخُ فِي الصُّورِ عَالِمُ الْغَيْبِ وَالشَّهَادَةِ وَهُوَ الْحَكِيمُ الْخَبِيرُ ۝٧٣﴾ سورة الأنعام:73
- ﴿وَتَرَكْنَا بَعْضَهُمْ يَوْمَئِذٍ يَمُوجُ فِي بَعْضٍ وَنُفِخَ فِي الصُّورِ فَجَمَعْنَاهُمْ جَمْعًا ۝٩٩﴾ سورة الكهف:99
- ﴿يَوْمَ يُنْفَخُ فِي الصُّورِ وَنَحْشُرُ الْمُجْرِمِينَ يَوْمَئِذٍ زُرْقًا ۝١٠٢﴾ سورة طه:102
- ﴿فَإِذَا نُفِخَ فِي الصُّورِ فَلَا أَنْسَابَ بَيْنَهُمْ يَوْمَئِذٍ وَلَا يَتَسَاءَلُونَ ۝١٠١﴾ سورة المؤمنون:101
- ﴿وَيَوْمَ يُنْفَخُ فِي الصُّورِ فَفَزِعَ مَنْ فِي السَّمَاوَاتِ وَمَنْ فِي الْأَرْضِ إِلَّا مَنْ شَاءَ اللَّهُ وَكُلٌّ أَتَوْهُ دَاخِرِينَ ۝٨٧﴾ سورة النمل:87
- ﴿وَنُفِخَ فِي الصُّورِ فَصَعِقَ مَنْ فِي السَّمَاوَاتِ وَمَنْ فِي الْأَرْضِ إِلَّا مَنْ شَاءَ اللَّهُ ثُمَّ نُفِخَ فِيهِ أُخْرَى فَإِذَا هُمْ قِيَامٌ يَنْظُرُونَ ۝٦٨﴾ سورة الزمر:68
- ﴿وَنُفِخَ فِي الصُّورِ ذَلِكَ يَوْمُ الْوَعِيدِ ۝٢٠﴾ سورة ق:20
- ﴿فَإِذَا نُفِخَ فِي الصُّورِ نَفْخَةٌ وَاحِدَةٌ ۝١٣ وَحُمِلَتِ الْأَرْضُ وَالْجِبَالُ فَدُكَّتَا دَكَّةً وَاحِدَةً ۝١٤ فَيَوْمَئِذٍ وَقَعَتِ الْوَاقِعَةُ ۝١٥ وَانْشَقَّتِ السَّمَاءُ فَهِيَ يَوْمَئِذٍ وَاهِيَةٌ ۝١٦ وَالْمَلَكُ عَلَى أَرْجَائِهَا وَيَحْمِلُ عَرْشَ رَبِّكَ فَوْقَهُمْ يَوْمَئِذٍ ثَمَانِيَةٌ ۝١٧ يَوْمَئِذٍ تُعْرَضُونَ لَا تَخْفَى مِنْكُمْ خَافِيَةٌ ۝١٨﴾ سورة الحاقة:13-18
- ﴿يَوْمَ يُنْفَخُ فِي الصُّورِ فَتَأْتُونَ أَفْوَاجًا ۝١٨﴾ سورة النبأ:18